# Tachycixius retrusa
Tachycixius retrusa är en insektsart som beskrevs av Hoch och Asche 1993. Tachycixius retrusa ingår i släktet Tachycixius och familjen kilstritar.
Artens utbredningsområde är Spanien. Inga underarter finns listade i Catalogue of Life.